# Camponotus guppyi
Camponotus guppyi é uma espécie de inseto do gênero Camponotus, pertencente à família Formicidae.